# Huwawa
En la mitologia sumèria i Accàdia, Huwawa (Sumeri, 𒄷𒉿𒉿) o Humbaba (Babiloni, 𒄷𒌝𒁀𒁀), era el guardià del bosc de cedres a la Terra dels Vius, on vivien els déus. Personificava també el riu de la mort. Se'l representa com un monstre amb cara de lleó, dents de drac, que rugeix com l'aigua d'una inundació i posseeix una gruixuda cabellera i grans peus.
L'Epopeia de Guilgameix en parla, i més concretament el poema conegut amb el nom de Guilgameix i Huwawa, que explica que el monstre va atacar a Guilgameix i Enkidu quan estaven talant un cedre, ja que no el deixaven dormir. Però Guilgameix el va atrapar posant-li un cèrcol al nas i lligant-li els braços. L'heroi va pensar en alliberar-lo però Enkidu s'hi va oposar. Quan Huwawa protestava el van decapitar. Enlil, que havia estat el déu que va posar a Huwawa a càrrec del bosc de cedres, es va mostrar furiós i li va prendre a Guilgameix els poders, les «set aures», que li havia donat a Huwawa i que Guilgameix li havia robat, i els va distribuir per tot el món.